# موتور راکت کرایوژنیک

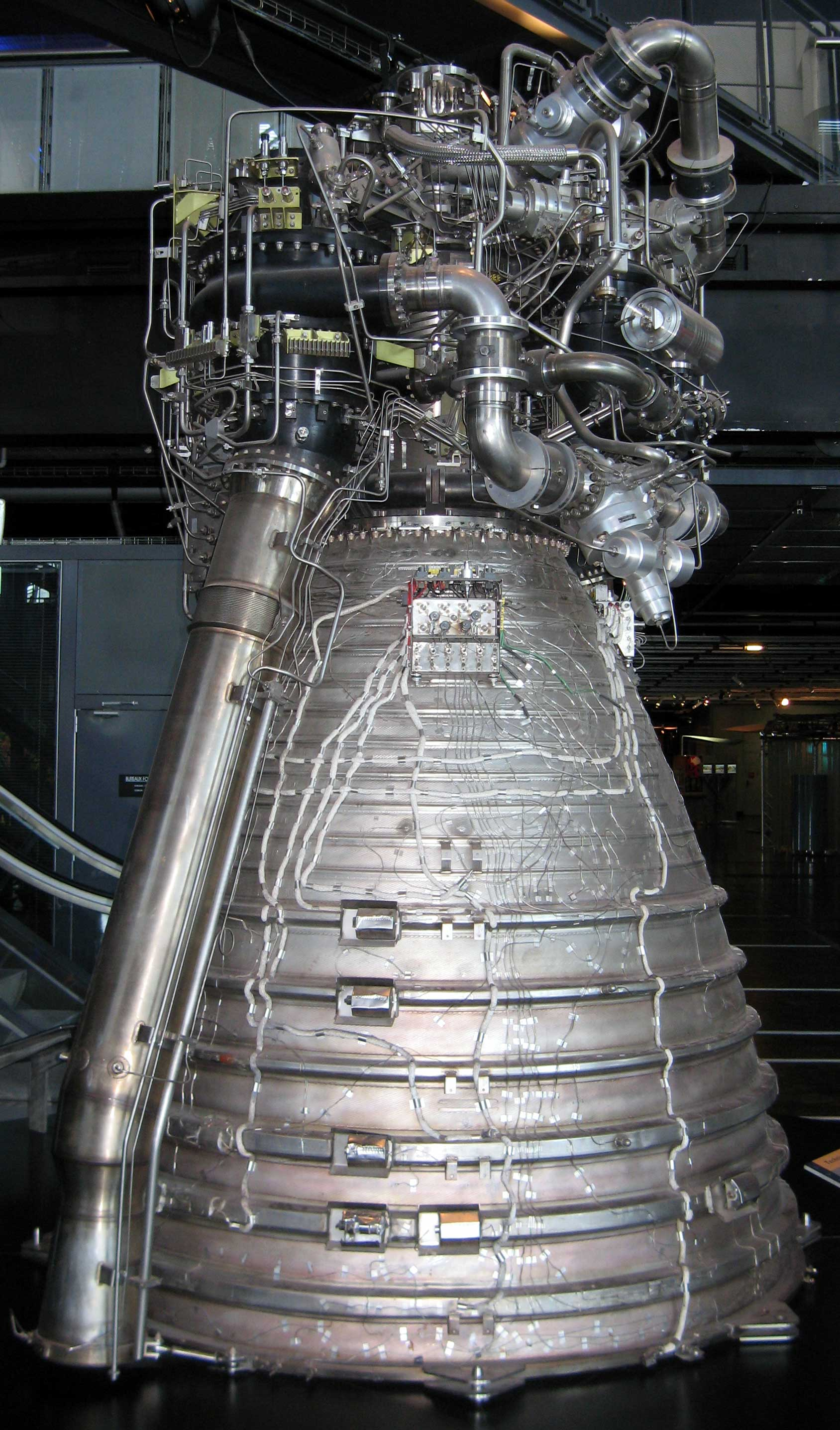
موتور Vulcain متعلق به فضاپیمای آریان ۵

موتور راکت کرایوژنیک (به انگلیسی: Cryogenic rocket engine)، نوعی موتور راکت است که از سوخت و اکسیدکننده کرایوژنیک یا فوق سرد استفاده می‌کند، یعنی هم سوخت و هم اکسیدکننده آن گازهایی هستند که مایع شده و در دمای بسیار پایین ذخیره می‌شوند. این موتورهای بسیار کارآمد ابتدا در Atlas-Centaur ایالات متحده به پرواز درآمدند و یکی از عوامل اصلی موفقیت ناسا در رسیدن به ماه توسط موشک Saturn V بودند.
امروزه همچنان از موتورهای کرایوژنیک در استیج‌های مرحله بالا عملکرد بالا و بوسترها استفاده می‌شود. چندین استیج یا مرحله بالا وجود دارد. بوسترها شامل Ariane 5 آژانس فضایی اروپا، H-II آژانس کاوش‌های هوافضای ژاپن و Delta IV و سامانه پرتاب فضایی ایالات متحده هستند. ایالات متحده، روسیه، ژاپن، هند، فرانسه و چین تنها کشورهایی هستند که دارای موتور راکت کرایوژنیک عملیاتی هستند.

## پیشرانه‌های کرایوژنیک

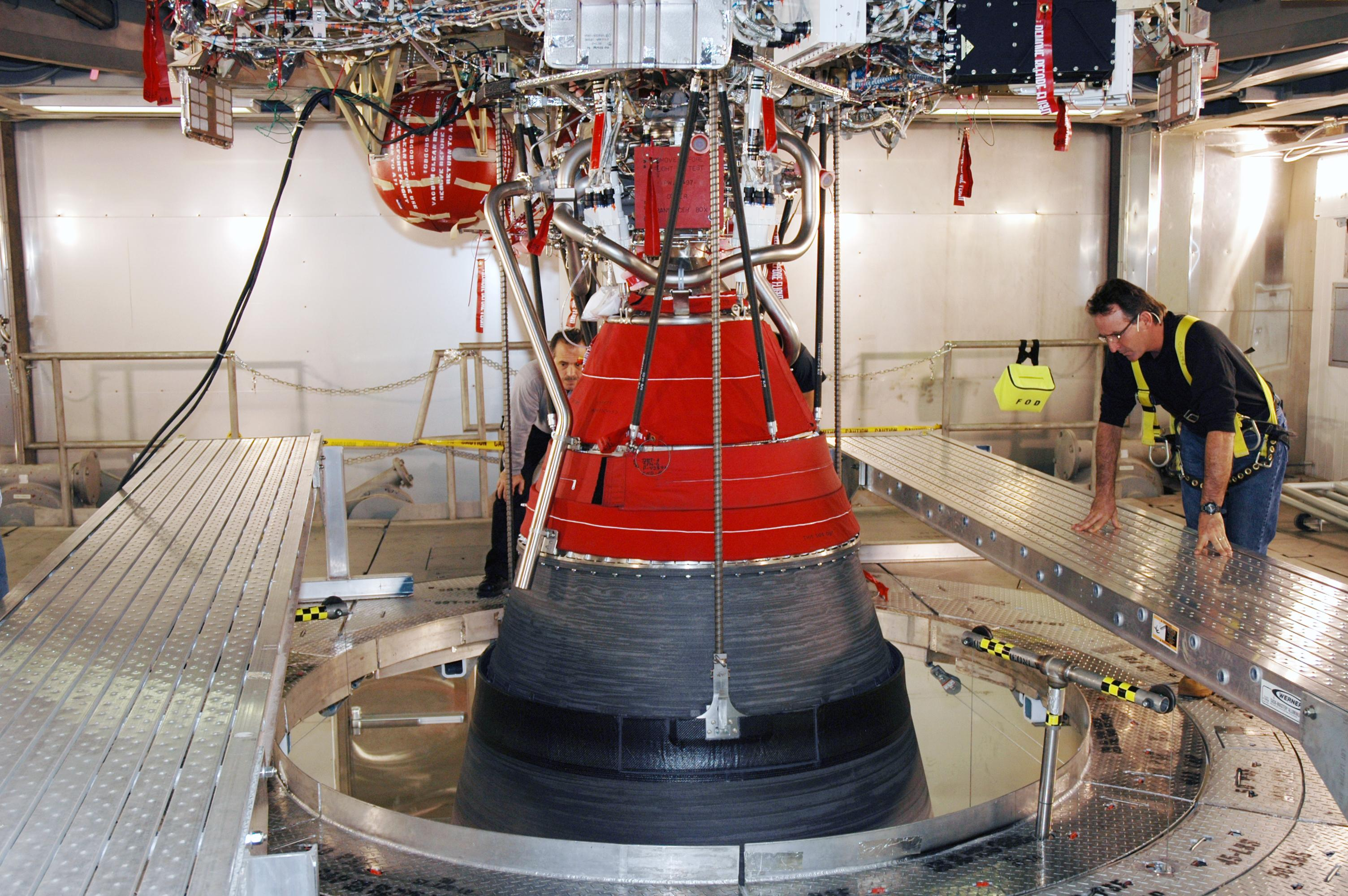
موتور مرحله دوم Delta IV

موتورهای راکت برای تولید نیروی محرکه مفید به نرخ دبی جرمی بالای اکسیدکننده و سوخت نیاز دارند. اکسیژن، که ساده‌ترین و متداول‌ترین اکسیدکننده موجود است، مانند هیدروژن، که ساده‌ترین سوخت است، در دما و فشار استاندارد به صورت گاز است. اگرچه می‌توان پیشرانهها را به صورت گازهای تحت فشار ذخیره کرد، اما این امر به مخازن بزرگ و با جداره‌های ضخیم و در نتیجه سنگینی احتیاج دارد که دستیابی به پرواز فضایی مداری را دشوار و غیرممکن می‌سازد. از طرف دیگر، اگر پیشرانه‌ها به اندازه کافی سرد شوند، به شکل مایع درمی آیند که تراکم آنها بیشتر بوده و فشار آنها کاهش می‌یابد و این امر باعث ساده‌تر شدن مخازن آنها می‌شود. این دمای کرایوژنیک بسته به نوع پیشرانه متفاوت است و اکسیژن در زیر -183 درجه سلسیوس به شکل مایع و هیدروژن در زیر -253 درجه سلسیوس به شکل مایع وجود دارند. از آنجایی که یک یا چند پیشرانه در فاز مایع هستند، طبق تعریف تمام موتورهای راکت کرایوژنیک یا موتور راکت با سوخت مایع یا موتورهای راکت هیبریدی هستند.
ترکیبات مختلف اکسیدکننده-سوخت کرایوژنیک آزمایش شده‌است، اما ترکیب سوخت هیدروژن مایع (LH2) و اکسیدکننده اکسیژن مایع (LOX) یکی از پرکاربردترین موارد است. هر دو جزء به راحتی و با قیمت ارزان در دسترس هستند و هنگام سوختن یکی از بالاترین میزان آزادسازی آنتالپی در احتراق را دارند و باعث تولید یک تکانه ویژه تا ۴۵۰ ثانیه با سرعت خروجی مؤثر ۴٫۴ کیلومتر در ثانیه می‌شوند.

## اجزا و چرخه‌های احتراق
اجزای اصلی موتور موشکی کرایوژنیک عبارتند از محفظه احتراق، آغازگر آتشبازی (pyrotechnic initiator)، انژکتور سوخت، توربوپمپ‌های سوخت و اکسیدکننده، شیرهای کرایوژنیک، تنظیم کننده‌ها (رگولاتورها)، مخازن سوخت و نازل موتور موشک. از نظر تغذیه پیشرانه‌های محفظه احتراق، موتورهای موشکی کرایوژنیک تقریباً منحصراً از طریق پمپ تغذیه می‌شوند. موتورهای تغذیه شده با پمپ در یک چرخه مولد گاز، یک چرخه احتراق مرحله ای یا یک چرخه منبسط کننده کار می‌کنند. موتورهای مولد گاز به دلیل بازده کمتری که دارند، در موتورهای بوسترها مورد استفاده قرار می‌گیرند، موتورهای احتراق مرحله ای با پیچیدگی بیشتر می‌توانند هر دو نقش را انجام دهند و موتورهای منبسط کننده نیز به دلیل کم بودن رانش منحصراً در مراحل بالایی استفاده می‌شوند.

چرخه موشک مولد گاز. مقداری از سوخت و اکسیدکننده به طور جداگانه برای تأمین انرژی پمپ‌ها سوزانده می‌شود و سپس دور ریخته می‌شود. اکثر موتورهای مولد گاز از سوخت برای خنک سازی نازل استفاده می‌کنند.
چرخه احتراق مرحله ای غنی از سوخت. در اینجا ، تمام سوخت و بخشی از اکسید کننده از درون پیش مشعل، گذرانده می‌شود و گاز غنی از سوخت تولید می‌کند. پس از عبور از توربین برای تأمین انرژی پمپ‌ها ، گاز به محفظه احتراق تزریق می‌شود و با اکسید کننده باقیمانده می‌سوزد.
چرخه موشک منبسط کننده. موتور موشک انبساطی (چرخه بسته). گرمای نازل و محفظه احتراق، انرژی مورد نیاز پمپ‌های سوخت و اکسیدکننده را تأمین می‌کند.